# Hildebrand Gurlitt
Hildebrand Gurlitt (Dresden, 15 september 1895 - Oberhausen, 9 november 1956) was een Duitse museumdirecteur, kunsthistoricus, kunsthandelaar en -verzamelaar.
Het König-Albert-Museum in Zwickau groeide onder zijn leiding uit tot een toonaangevend museum voor moderne kunst in de Weimarrepubliek. Voor zijn bijdragen aan de promotie van deze kunststroming, met name het expressionisme, werd hij zowel geprezen als bekritiseerd.
Tijdens het dictatoriaal bewind van Adolf Hitler was hij een van de vier kunsthandelaars die in opdracht van het naziregime handelden in entartete Kunst. Daarnaast was hij inkoper voor Hitlers geplande Führermuseum in Linz. Veel van deze werken werden illegaal verkregen, waaronder door inbeslagname van Joodse eigenaren.
Ongeveer 1600 werken uit Gurlitts nalatenschap, van onder anderen Picasso, Chagall, Degas en Klee, werden in 2012 en 2014 herontdekt in de woningen van zijn zoon Cornelius. De ontdekking, die de naam Schwabinger Kunstfund kreeg, leidde tot een grootschalig onderzoek naar mogelijke roofkunst dat resulteerde in de restitutie van meerdere werken.

## Jeugd
Hildebrand Gurlitt werd geboren in Dresden op 15 september 1895. Hij was de zoon van Cornelius Gurlitt en Marie Gerlach, en groeide op in een liberaal en goed opgeleid middenklasse gezin. Zijn vader Cornelius was als kunst- en architectuurhistoricus gespecialiseerd in de gotiek en gaf les aan de Königlich Sächsische Technische Hochschule van Dresden. Gurlitt had een oudere broer, Wilibald, en een zus genaamd Cornelia. Het gezin woonde vanaf 1896 in de Kaitzer Straße in de welvarende buurt Südvorstadt in Dresden.
De familie Gurlitt was een gerespecteerde en kunstzinnige familie. Onder de familieleden bevonden zich kunstenaars, musici, kunsthistorici, galeriehouders, theologen, onderwijzers en archeologen. Door Gurlitts familie werd verwacht dat hij eveneens grootse dingen zou bereiken.

### Kennismaking met kunst
Al op jonge leeftijd kwam Gurlitt in aanraking met kunst. In de villa waar hij opgroeide, werd hij omringd door de idyllische werken van zijn grootvader, de landschapsschilder Louis Gurlitt. Het was echter vooral Gurlitts vader die zijn kijk op kunst beïnvloedde: hij was een aanhanger van Nietzsche's cultuurkritiek, met name van de interpretatie die door Julius Langbehn werd gepopulariseerd.
In 1906, toen Gurlitt elf jaar oud was, maakte hij kennis met het expressionisme. Samen met zijn moeder bezocht hij een van de eerste tentoonstellingen van de expressionistische kunstenaarsgroep Die Brücke. Naar eigen zeggen was hij aanvankelijk 'geschrokken' van de getoonde werken, maar was erg onder de indruk van de twee houtsnedes die zijn moeder kocht. De stichtende leden Ernst Ludwig Kirchner, Karl Schmidt-Rottluff en Erich Heckel waren voormalige leerlingen van zijn vader en zij kwamen regelmatig bij hen thuis over de vloer. Zijn vader omschreef de kunstenaars als 'uitstekende mensen' en wees Gurlitt op het mogelijke belang van hun werk in zijn leven.
Ook Gurlitts zus Cornelia had een blijvende invloed op hem. Tot haar dood in 1919 was ze een veelbelovend expressionistisch kunstschilder.

## Eerste Wereldoorlog en studie
Toen in 1914 de Eerste Wereldoorlog uitbrak, zat Gurlitt in zijn laatste middelbare schooljaar. Dat najaar startte hij met een studie aan de school in Dresden waar zijn vader les gaf, maar deze opleiding werd door de oorlog onderbroken. Hij meldde zich in de herfst van 1914 aan als vrijwilliger voor het leger en werd aangesteld als reserveluitenant. Naar eigen zeggen las hij aan de frontlinie samen met met zijn wapenbroeders het kunsttijdschrift Der Sturm waarin expressionistische kunst en poëzie besproken werd.

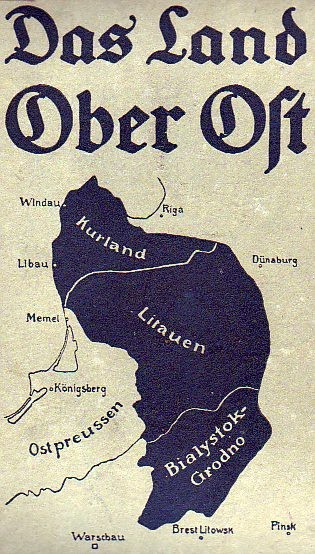
De regio Ober-Ost in 1917

Tijdens de oorlog raakte hij diverse keren gewond, onder meer tijdens de Slag aan de Somme en bij gevechten in de Franse regio Champagne. Voor zijn inzet kreeg hij in 1915 een IJzeren Kruis. Vanwege zijn verwondingen werd hij eind 1917 overgeplaatst naar de Militärverwaltung in Ober-Ost, waar hij in Vilnius en Kaunas werkzaam was. Hij werkte bij de persafdeling als hoofd van de kunstredactie waar hij stukken schreef voor de Wilnaer Zeitung, een Duitstalige krant voor de troepen in het oosten. De persafdeling had als taak de regio op een positieve manier te presenteren. Dit werd onder meer gedaan door het publiceren van tijdschriften en brochures voor zowel het Duitse leger als de lokale bevolking.
Bij de persafdeling waren dichters, auteurs, kunstenaars en journalisten gestationeerd. Hier kwam Gurlitt in contact met onder anderen Richard Dehmel, Karl Schmidt-Rottluff en Arnold Zweig. Zij introduceerden hem aan moderne kunst en literatuur die revolutionaire ideeën over een nieuwe sociale orde belichtten. Deze ideeën en zijn culturele propagandawerk ter plaatse inspireerden Gurlitt om museumdirecteur te worden, op een manier die in lijn was met de nieuwe culturele idealen. Zijn ervaringen tijdens de oorlogsjaren zorgden ervoor dat hij zich volledig wilde toeleggen op de kunst en hij een afkeer kreeg van politiek. Volgens Gurlitt was het slechts een kwestie van toeval geweest dat hij niet was gesneuveld. Na het einde van de Eerste Wereldoorlog in 1918 keerde hij terug naar Dresden. Begin 1919 begon hij met een studie kunstgeschiedenis, die hij in Berlijn en Frankfurt am Main volgde.
Op 5 augustus 1919 pleegde zijn zus Cornelia zelfmoord, wat een grote impact op hem had. Hij had een nauwe band met haar en in een brief aan zijn moeder schreef hij dat zij de persoon was die 'het dichtste bij [hem] stond'. Na haar dood ontfermde hij zich over haar nalatenschap. Hij gaf een deel van haar kunstwerken aan familieleden en vrienden, en behield daarnaast een groot deel voor zijn eigen collectie.
In 1923 voltooide hij zijn opleiding en promoveerde met een proefschrift getiteld Baugeschichte der Katharinenkirche in Oppenheim. Op 24 augustus van datzelfde jaar trouwde hij in Dresden met danseres Helene Rosa Hanke.

## Museumdirecteur

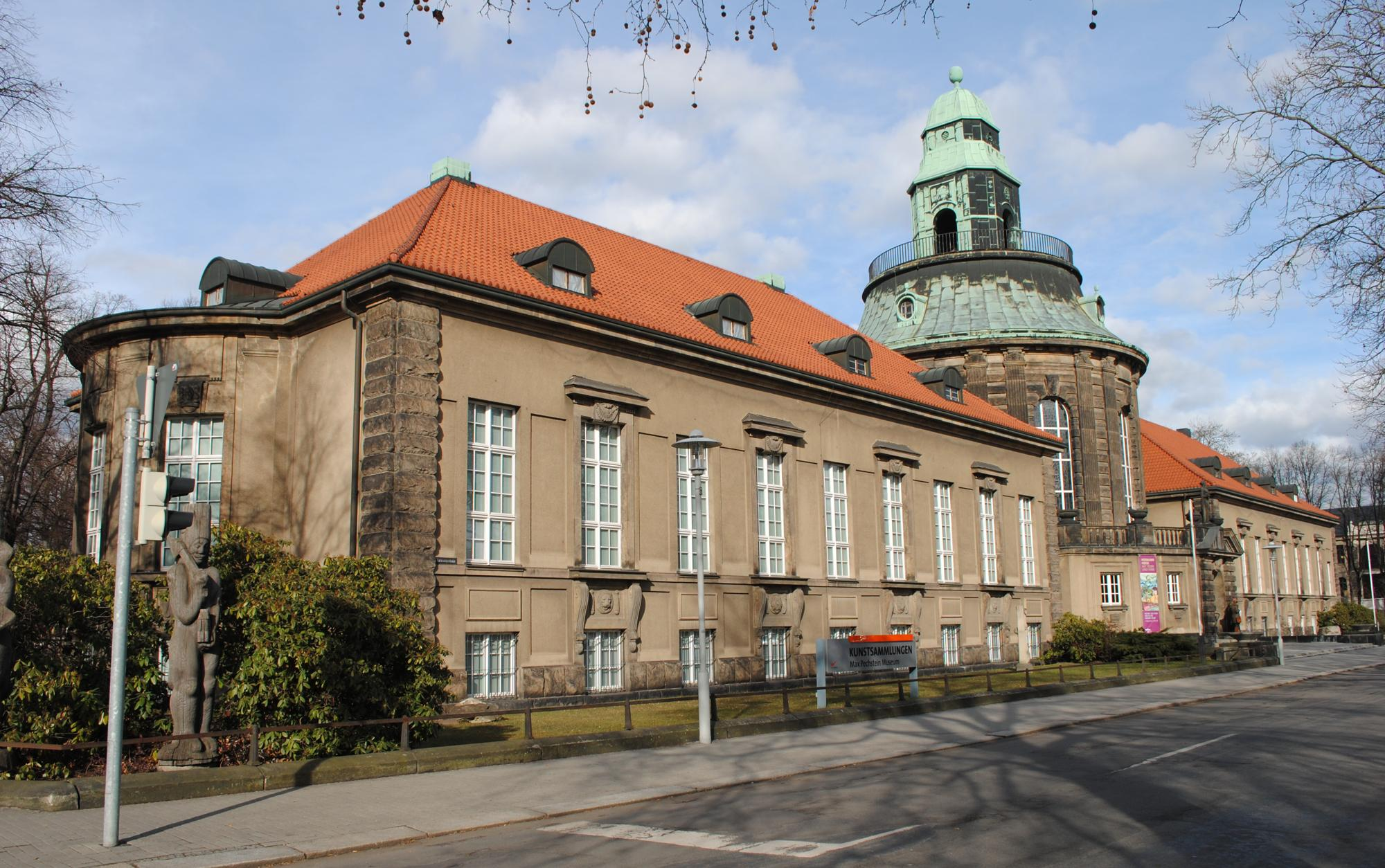
Het König-Albert-Museum in Zwickau, thans het Kunstsammlungen Zwickau – Max Pechstein Museum.

Na zijn afstuderen zocht Gurlitt tevergeefs naar werk in de museumsector. Hij was weinig geliefd bij de museumelite en werd door hen beschouwd als ongeschikt. In de tussentijd werkte hij als assistent in de architectuurcollectie aan de Königlich Sächsischen Technischen Hochschule in Dresden. Daarnaast schreef hij stukken voor verschillende kranten, waaronder de Vossische Zeitung, de Deutsche Allgemeine Zeitung en de Frankfurter Zeitung. In 1925 werd hij door de laatstgenoemde naar New York gestuurd om een congres over stadsplanning bij te wonen.
Datzelfde jaar verhuisde Gurlitt met zijn echtgenote naar Zwickau. De stad stond bekend om haar kolenmijnen en had een grote arbeidersklasse. In Zwickau werd Gurlitt aangesteld als de eerste directeur van het König-Albert-Museum. 
In de periode dat Gurlitt studeerde hadden hervormingen plaatsgevonden binnen het museale cultuurbeleid. Het Pruisische Ministerie van Cultuur ondersteunde een liberaal beleid waarbij musea steeds meer werden omgevormd tot openbare onderwijscentra, in plaats van enkel gericht te zijn op de elite. Het ministerie zorgde ervoor dat museumcollecties werden uitgebreid met modernistische kunst, met name expressionistische werken. Zij beschouwden het expressionisme als het toonbeeld van de Duitse culturele identiteit en democratie. Gurlitt raakte tijdens zijn studie geïnspireerd door deze hervormingen. Zijn doel was om van het König-Albert-Museum een plek te maken die toegankelijk was voor alle lagen van de bevolking, een focus te leggen op museumeducatie en om van de stad een levendig cultureel centrum te maken.
In deze periode werd Gurlitt door zijn vader overtuigd dat het pangermanisme, waar alle Duitstalige volkeren in één Duitse staat worden verenigd, de toekomst was. Gurlitt zag moderne kunst als een manier om de nationale identiteit en trots te versterken en bevestigen.

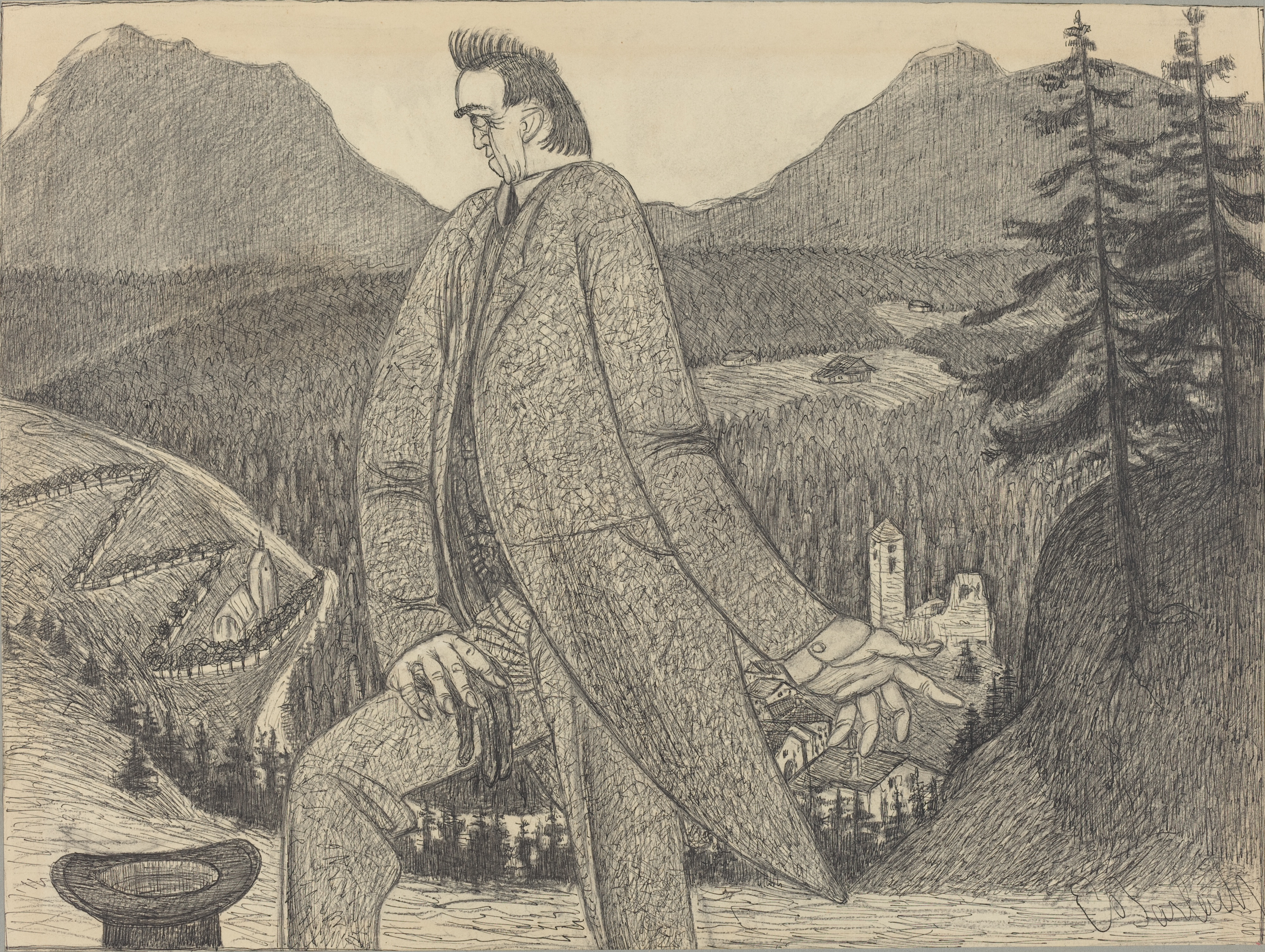
Der Hohenmensch (1906), door Ernst Barlach (1870–1938)

### Moderniseringsstrategie
Onder Gurlitts invloed werd de kunstcollectie van het museum sterk uitgebreid. Om financiële ruimte te creëren, werden een aantal werken uit de bestaande collectie verkocht. Hij gaf de architect Heinrich Koch, die verbonden was aan de Bauhausbeweging, de taak het museum te moderniseren. Het interieur werd wit geschilderd en er werden nieuwe museumruimtes ontworpen.
Het museum kreeg een zaal die volledig gewijd was aan expressionistische werken. Gurlitt legde hoofdzakelijk de aandacht op de kunstenaars Emil Nolde en Ernst Barlach. Zij werden gepresenteerd als kunstenaars die dicht bij het volk stonden en een sterke verbinding hadden met de natuur en het vaderland. De werken van Nolde en Barlach vormden een brug naar de moderne, en meer revolutionaire, werken van kunstenaars als Pechstein, Kollwitz, Kandinsky en Kokoschka. Met sommige van de in het museum tentoongestelde kunstenaars onderhield Gurlitt persoonlijke contacten.
Naast exposities organiseerde Gurlitt ook lezingen en muzikale optredens in het museum, wat in deze periode werd gezien als zeer vernieuwend. Tijdens zijn bewind verdubbelde het aantal bezoekers tot 20.000. Het museum werd, ondanks financiële moeilijkheden, een model voor museumhervorming en een van de meest toonaangevende musea voor moderne kunst in de Weimarrepubliek.

### Lof en kritiek

Tale à la Hoffmann (1921), door Paul Klee (1879–1940)

Gurlitt wijdde zijn carrière en reputatie aan het verdedigen en promoten van het expressionisme, wat hem op de kaart zette als een belangrijke vertegenwoordiger van zijn vakgebied. Van de nationale pers en collega's kreeg hij veel lof voor zijn werk en de invloed die hij had op de ontwikkeling van het museumlandschap in de Weimarrepubliek. Onder meer Edwin Redslob, Reichskunstwart bij het Ministerie van Cultuur, en Hans Posse, directeur van de Gemäldegalerie Alte Meister in Dresden, waren enthousiast over zijn inspanningen.
Naast de vele lofbetuigingen ontving hij ook veel kritiek, met name vanuit lokale rechts-conservatieve kringen. Gurlitt had meerdere oude Duitse werken verkocht om de vernieuwing van de collectie te kunnen financieren, wat niet in goede aarde viel bij de oudere generatie. Daarnaast was de Zwickauer afdeling van de steeds sterker opkomende Nationaalsocialistische Duitse Arbeiderspartij (NSDAP) een felle tegenstander van de moderne kunst die werd getoond.
Volgens de NSDAP was Gurlitt verantwoordelijk geweest voor het promoten van 'Krabbel-krabbel Paul Klee', de 'krabbelaar Oskar Kokoschka', de 'Oost-Baltische mongoloïden Käthe Kollwitz en Ernst Barlach', en joodse kunstenaars zoals Max Liebermann. De kritiek leidde in 1930 tot zijn ontslag. Officieel werd echter als reden gegeven dat dit te wijten was aan een gebrek aan financiële middelen. Na zijn ontslag kwam er een vergeefs protest van de 450 leden tellende 'Kring van Museumvrienden Zwickau', waar onder meer Max Pechstein bij betrokken was.
De Kampfbund für deutsche Kultur, een organisatie die gericht was op het promoten van kunst die in lijn was met nationaalsocialistische denkbeelden, plaatste na het ontslag een krantenartikel over Gurlitt. Hierin stelden zij dat zijn ontslag een overwinning was op de 'onmenselijke cultuur van Kollwitz, Zille en Barlach'.

### Nieuwe start
Gurlitt en zijn vrouw verlieten Zwickau en vertrokken naar zijn geboortestad Dresden. Daar werkte hij enkele semesters aan de Staatliche Akademie für Kunstgewerbe waar hij lessen kunstgeschiedenis gaf. In dezelfde periode schreef hij om de kost te verdienen een boek over Käthe Kollwitz. Na enkele jaren in Dresden te hebben gewoond, verhuisde het echtpaar in 1932 naar Hamburg. Datzelfde jaar werd in december hun eerste kind geboren: Cornelius. Drie jaar later werd het gezin uitgebreid met een dochter, Benita.

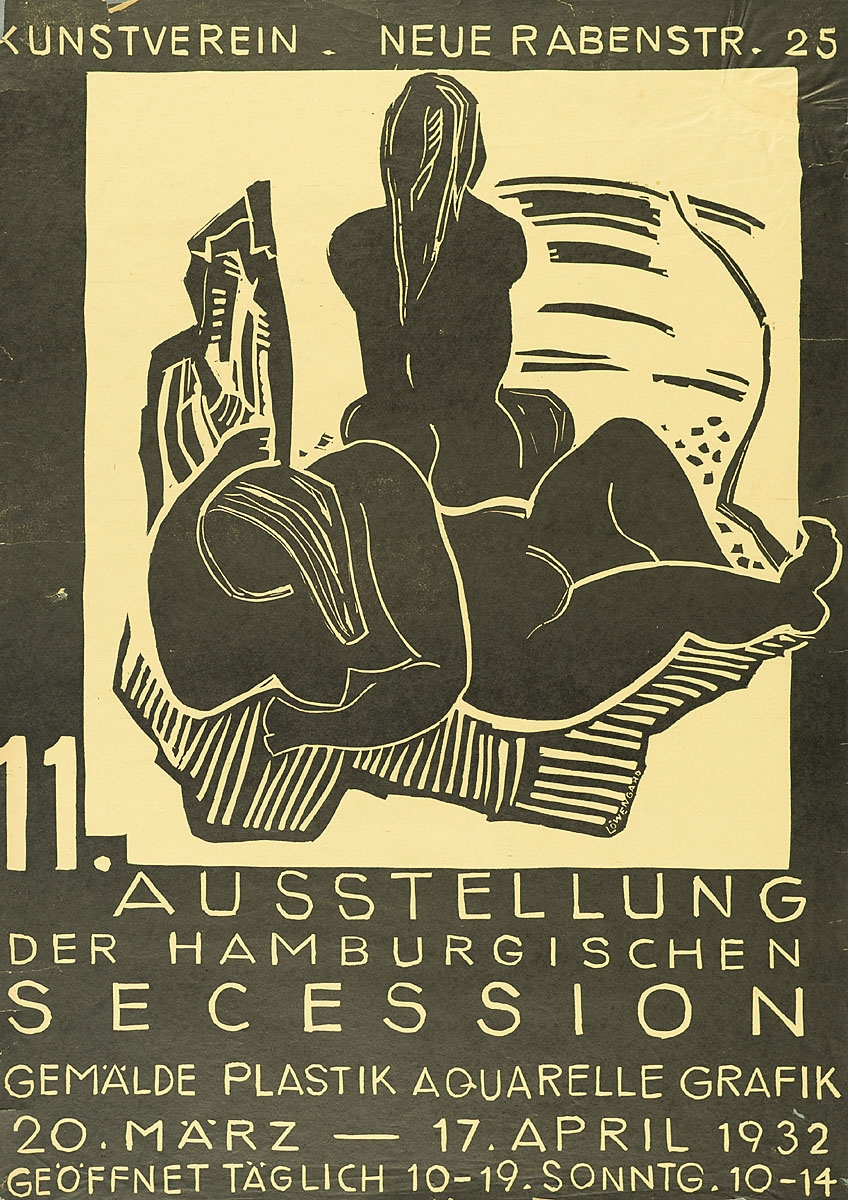
Affiche voor een expositie van de Hamburgische Sezession in de Hamburger Kunstverein (1932)

Gurlitt werd op 1 mei 1931 in Hamburg aangesteld als directeur van de Hamburger Kunstverein, een van de oudste kunstverenigingen in Duitsland. Hij organiseerde lezingen en tentoonstellingen met moderne Engelse en Duitse kunst. Vergeleken met Zwickau had Hamburg een veel vriendelijker cultureel klimaat en in de stad woonden vele kunstverzamelaars. Na Berlijn werd Hamburg gezien als de meest vooruitstrevende kunststad in de Weimarrepubliek. Daarnaast lagen de wortels van de familie Gurlitt in deze stad, waar een straat en een eiland naar twee familieleden zijn vernoemd. Deze familiebanden droegen bij aan de goede wil jegens Gurlitt.
Desondanks ontving hij opnieuw kritiek voor zijn steun aan de moderne kunst. Daarbij waren sommigen niet blij met Gurlitt als directeur vanwege zijn Joodse achtergrond: Gurlitt had een joodse grootmoeder en werd om die reden gezien als Mischling zweiten Grades, een persoon van gemengde etnische afkomst. In een kritisch krantenartikel werd gesproken over de 'verjoodsing' van de organisatie en dat er 'niet-Arische' kunst gepromoot zou worden. In 1932 werd in de pers een lastercampagne tegen Gurlitt gestart. Na de machtsovername van Adolf Hitler in januari 1933 bereikten de aanvallen hun hoogtepunt. In maart van dat jaar werd een tentoonstelling van de Hamburgische Sezession op bevel van de politiechef stilgelegd. Het was het eerste verbod op een kunsttentoonstelling in nazi-Duitsland.
Volgens bekenden van Gurlitt had hij een kritische houding jegens het nazisme: toen het in 1933 verplicht werd om bij het gebouw van de kunstvereniging een hakenkruisvlag te hijsen, liet Gurlitt de vlaggenmast omzagen. Om ontslag te voorkomen, legde hij in juli dat jaar zijn functie neer. Zijn geplande lezingentour doorheen Duitsland werd vroegtijdig afgebroken.

## Kunsthandelaar
Ondanks dat Gurlitt zichzelf niet als zakenman zag, besloot hij de overstap te maken naar de kunsthandel. Hij had enige ervaring met de verkoop van kunst en het organiseren van verkooptentoonstellingen in Zwickau en Hamburg. Daarnaast had hij kunstverzamelaars advies gegeven over hoe zij hun collectie verder konden ontwikkelen en had hij aankopen voor hen gedaan. Rond 1934 begon hij vanuit zijn woning aan de Klopstockstraße in Hamburg als zelfstandig kunsthandelaar. Zijn onderneming kreeg de naam 'Kunstkabinett Dr. H. Gurlitt'. Later verhuisde de galerie naar de Alte Rabenstraße, in de buurt van de Hamburger Kunstverein.
Zijn Joodse afkomst leidde echter opnieuw tot moeilijkheden; om in nazi-Duitsland als kunsthandelaar te mogen werken, was een lidmaatschap van de Reichskammer der bildenden Künste verplicht, maar vanaf februari 1934 voor joden verboden. Zijn inzet tijdens de Eerste Wereldoorlog verleende hem enige privileges, het zogenoemde Frontkämpferprivileg, en dankzij de invloedrijke connecties van zowel hemzelf als zijn vader, werd hij alsnog toegelaten. Gurlitt had inmiddels goede contacten opgebouwd met diverse invloedrijke nazipolitici, waaronder met Joseph Goebbels, Rolf Hetsch en met de architect Albert Speer, een vroegere leerling van zijn vader.
Gurlitt verkocht werken uit verschillende tijdsperiodes, variërend van Duitse kunst uit de negentiende eeuw tot aan moderne kunst. Door zijn loopbaan in de museumwereld had hij veel contacten opgebouwd, waaronder met musea en kunsthandelaren uit Duitsland, Zwitserland en Frankrijk, en met particuliere klanten uit Hamburg en Berlijn. De galerie was erg succesvol en in het eerste boekjaar verdiende hij tussen de 10.000 en 12.000 Reichsmark.
Naast tentoonstellingen organiseerde hij ook lezingen en evenementen waardoor de galerie uitgroeide tot een sociaal trefpunt. De galerie werd door een kennis van Gurlitt omschreven als 'een eiland van vrije gedachten' waar 'vrijdenkende intellectuelen [samenkwamen], ongeacht ras of religie, om hun gedachten vrij en open uit te wisselen'.

### Veranderingen

Een pagina uit de catalogus van de tentoonstelling Entartete Kunst (1937). Rechtsboven is een werk van Franz Radziwill te zien.

Eind 1936 veranderden de regels voor moderne kunstenaars. Velen van hen werden uitgesloten door de Reichskulturkammer en kunst uit deze stroming werd vanaf dat moment als entartete Kunst ('ontaarde kunst') beschouwd. De nazipartij zag het als on-Duits en minderwaardig.
Gurlitt bleef in zijn galerie echter werken van moderne kunstenaars tentoonstellen. In oktober en november 1936 organiseerde hij een expositie met werken van de ontaarde kunstenaar Max Beckmann. Gurlitt was, naar eigen zeggen, de enige galeriehouder die Beckmanns werk in nazi-Duitsland heeft tentoongesteld. Daarnaast toonde hij kunst van andere personen die door de Reichskulturkammer waren uitgesloten, zoals Joodse kunstenaars en kunstenaars die vanwege hun kunstvisie hun academische functies hadden verloren. Zijn keuze om hun werken toch tentoon te stellen, leidde steeds vaker tot dreigementen.
In 1937 exposeerde hij werken van de Duitse kunstenaar Franz Radziwill in zijn galerie. Radziwill was een voormalig lid van de NSDAP, maar raakte in ongenade nadat hij in 1935 als 'cultuurbolsjewiek' werd bestempeld. Hoewel hij in 1936 werd gerehabiliteerd, werd zijn werk als controversieel beschouwd en mocht het niet tentoongesteld worden. Naar aanleiding van de tentoonstelling dreigde de NSDAP Gurlitts galerie te sluiten en hem een handelsverbod op te leggen. Om zijn galerie te beschermen, droeg hij deze in juli 1937 over aan zijn Arische vrouw Helene.

### Handelaar in entartete Kunst
In de zomer van 1937 vonden twee grootschalige inbeslagnemingen van kunst bij musea in nazi-Duitsland plaats. Op bevel van Joseph Goebbels werden tussen de 20.000 en 21.000 werken van ongeveer 1400 kunstenaars uit Duitse musea verwijderd. Het waren werken die als ontaard of als een 'uitdrukking van cultureel verval' werden gezien. Daarnaast werden werken van Joodse eigenaren geconfisqueerd. Een deel hiervan was bestemd voor verkoop in het buitenland, het andere deel werd onderdeel van de reizende tentoonstelling over ontaarde kunst. De werken die bestemd waren voor de verkoop, werden overgebracht naar Schloss Niederschönhausen in Berlijn dat ter beschikking was gesteld aan de Reichskammer der bildenden Künste.
In oktober 1938 bood Gurlitt zijn diensten aan bij de Kommission zur Verwertung der Produkte entarteter Kunst en werd hij, naast Karl Buchholz, Bernhard A. Böhmer en Ferdinand Möller, aangesteld als een van de vier officiële handelaren in ontaarde kunst. Alle vier waren zij bekend met de internationale kunstmarkt en hadden kennis van moderne kunst. De winst die gemaakt werd met de verkoop was bestemd voor de Duitse oorlogskas van de Duitse staat; de handelaren ontvingen een provisie.

Gurlitt kreeg na zijn aanstelling toegang tot de collectie in Schloss Niederschönhausen. De handelaren konden werken op papier aanschaffen voor prijzen tussen de twintig dollarcent en drie Amerikaanse dollar, schilderijen van bekende kunstenaars kostten tussen de vijftien en vijfhonderd dollar. Gurlitt richtte zich voornamelijk op de aanschaf van schilderijen van Kandinsky en Heckel. Daarnaast kocht hij grafieken, tekeningen en aquarellen van Beckmann, Grosz, Hofer, Schmidt-Rottluff en andere expressionisten. Het geld dat Gurlitt verdiende met de verkoop, herinvesteerde hij in de aankoop van geconfisqueerde werken uit Schloss Niederschönhausen.

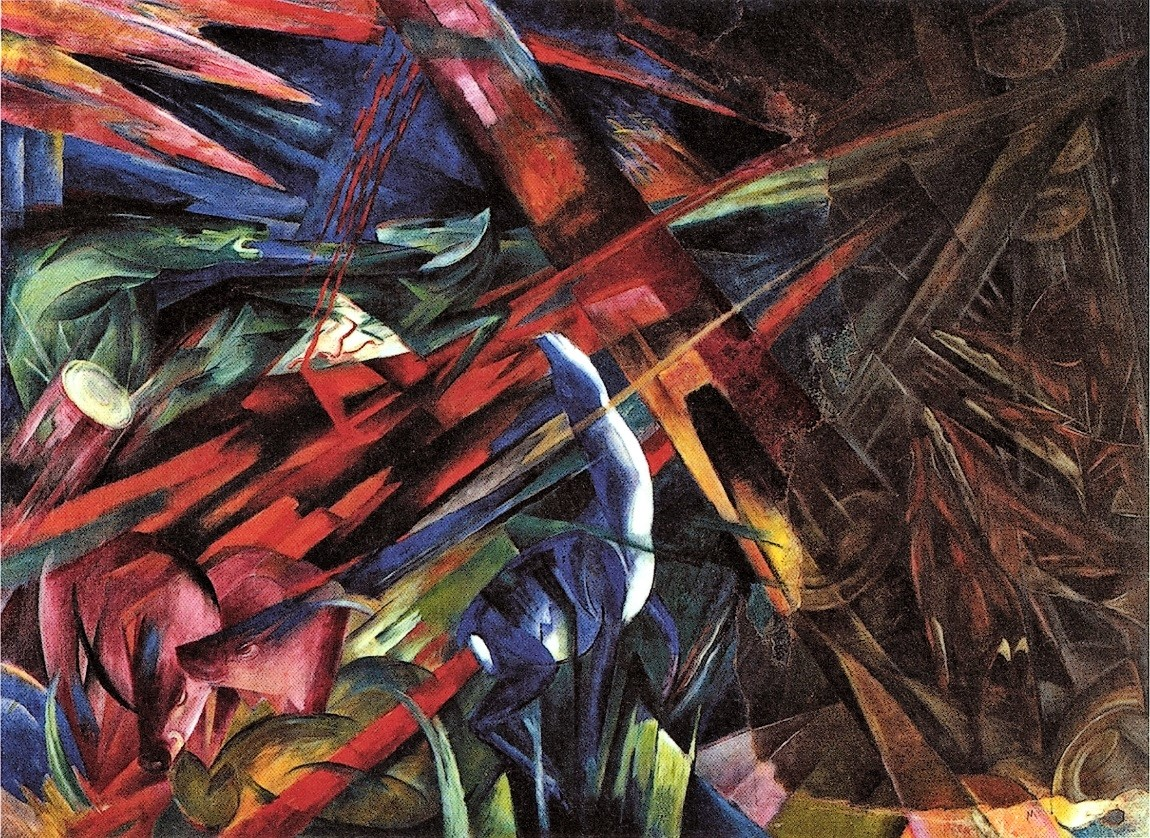
Tierschicksale (1913) door Franz Marc (1880 - 1916) werd in 1939 door Gurlitt verkocht aan het Kunstmuseum Basel.

In het begin van zijn aanstelling handelde Gurlitt vooral met zijn contacten uit Zwitserland. Dankzij connecties die hij opdeed via het Reichsministerium für Volksaufklärung und Propaganda breidde hij in 1940 zijn werkgebied uit. Vanaf eind november van dat jaar begon hij met handelen in Nederland, België en Hongarije. In Nederland deed hij geregeld zaken met Eduard Plietzsch die in Den Haag was aangesteld als kunstexpert voor Dienststelle Mühlmann, een organisatie die als taak had om kunstwerken te aan- en verkopen, en handel dreef met Nederlandse kunsthandelaren. Plietzsch en Gurlitt handelden voornamelijk in modernistische werken van rond de eeuwwisseling, van onder meer Hodler, Manet, Munch, Renoir en Signac.
Terwijl Gurlitt werkte als kunsthandelaar voor het Duitse Rijk, bleef hij ook actief als kunsthandelaar in zijn eigen galerie. Aan klanten die hij kon vertrouwen verkocht hij hier stiekem vanuit de kelder van zijn galerie werken van ontaarde kunstenaars zoals Klee en Nolde. Een deel van de ontaarde werken voegde hij toe aan zijn privécollectie. Gurlitt had een voorkeur voor expressionistische werken en werken die behoorden tot het Dresden-modernisme. Hij behield onder meer vijf van de zeven aquarellen van Macke die uit de opslagplaats voor ontaarde kunst kwamen voor zijn eigen collectie. Zelf geloofde Gurlitt dat hij een redder was van verbannen kunst.
Op 30 juni 1941 werd de handel in ontaarde kunst door Goebbels stopgezet, omdat het veel buitenlandse valuta had opgeleverd die gebruikt konden worden voor de oorlogskas. Werken die in Schloss Niederschönhausen waren opgeslagen maar niet door de handelaren waren overgenomen, werden uiteindelijk verbrand. Werken die reeds in handen waren van de vier handelaren bleven in hun bezit. Gurlitt nam in totaal 3.879 geconfisqueerde kunstwerken over, meer dan zijn collega's Buchholz, Böhmer en Möller, die respectievelijk 883, 1.187 en 848 werken overnamen.

### Opportunisme
De toename van antisemitische maatregelen leidde ertoe dat Joodse klanten zich specifiek tot Gurlitt wendden voor de verkoop van kunst die zij in bezit hadden. Het was vanaf 1935 voor Duitse Joden verboden om zelf kunstgoederen in het buitenland te verkopen, en velen van hen zaten in geldnood. De maatregelen hadden geleid tot werkloosheid en daarnaast hadden velen geld nodig om hun emigratie of opgelegde belastingen, zoals de Reichsfluchtsteuer of Judenvermögensabgabe, te betalen. 
Gurlitt maakte bij transacties met Joodse klanten misbruik van hun omstandigheden voor zijn eigen financiële gewin. Daarbij gaf hij de potentiële kopers nauwelijks, of foutieve, informatie over de provenance als hij werken afkomstig van Joodse verzamelaars doorverkocht.

### Klantenkring en zakenrelaties
In juli 1941 reisde Gurlitt op verzoek van het Reichsministerium für Volksaufklärung und Propaganda naar Parijs om werken aan te kopen die bestemd waren voor Duitse musea in onder meer Breslau, Dresden, Düsseldorf, Frankfurt am Main, Hamburg, Koningsbergen, München en Weimar. 
In Frankrijk onderhandelde hij vooral met andere kunsthandelaren, van particuliere verzamelaars kocht hij zelden. In Parijs was Adolf Wüster een van zijn belangrijkste handelscontacten. Wüster was inkoper, agent en adviseur voor Duitse musea en werkte in Frankrijk samen met een groep kunsthandelaren, waaronder Erhard Göpel. Een ander belangrijk contactpersoon was André Schoeller die als expert verbonden was aan veilinghuis Hôtel Drouot. Via Schoeller kwam Gurlitt in het bezit van meer dan honderd Franse kunstwerken uit de negentiende eeuw. De meeste zaken deed Gurlitt vanaf 1942 echter met de Nederlandse kunsthandelaar Theo Hermsen die sinds 1939 in Parijs woonde. Ruim tachtig procent van de voorwerpen die afkomstig waren uit Frankrijk kocht Gurlitt via hem aan. Naast grote hoeveelheden kunst regelde Hermsen ook de benodigde exportvergunningen.
Gurlitt had een speciale band met Otto Förster van het Wallraf-Richartz-Museum in Keulen die 27 hoogwaardige werken uit Frankrijk van hem kocht, waaronder een werk van Rembrandt. Het Kölnischer Kunstverein was met 110 afgenomen kunstwerken Gurlitts grootste klant. Naast musea had Gurlitt ook particuliere verzamelaars en galerieën in zijn klantenbestand. Een van deze verzamelaars was de Hamburgse sigarettenfabrikant en kunstmecenas Hermann F. Reemtsma met wie Gurlitt al sinds de jaren dertig goed contact had. Aan hem verkocht hij onder meer werken van Menzel die Gurlitt had overgekocht van Joodse klant. Het echtpaar Margit en Bernhard Sprengel, uit wier donatie het Sprengel Museum Hannover ontstond, kocht 490 grafische werken van Gurlitt. Daarnaast deed hij ook zaken met onder meer Galerie Commeter in Hamburg en de galeriehouders Alex Vömel uit Düsseldorf, Paul Rusch uit Dresden en Gurlitts neef Wolfgang Gurlitt uit Berlijn.
Volgens de Franse kunsthistoricus Michel Martin, die tijdens de bezettingsjaren in het Louvre werkte en exportvergunningen regelde, had Gurlitt in Frankrijk werken verworven met een totale waarde van 400 tot 500 miljoen Franse frank. Daarnaast had Gurlitt volgens hem toegang gehad tot 'constant groeiende kredieten'. Volgens Martin werd de Franse kunstmarkt door Gurlitt tevens gebruikt om zijn eigen collectie uit te breiden: 'Zodra Gurlitt onze weerstand tegen zijn kunstuitvoer ondervond, haalde hij kunstwerken op zonder onze toestemming, of hij kreeg hulp van de Duitse ambassade. Gurlitt nam belangrijke kunstwerken tegen onze wil mee het land uit'.
Tijdens bombardementen in Hamburg eind 1941 werden de galerie en woning van Gurlitt verwoest. Om die reden verhuisde hij in 1942 met zijn gezin naar Dresden en trok in bij zijn moeder in zijn ouderlijk huis. Zelf woonde hij tussen 1941 en 1944 een gedeelte van de tijd in Parijs. Hoewel hij zijn kunsthandel niet opnieuw registreerde, zette hij zijn werkzaamheden in Dresden voort. Samen met zijn vrouw verhandelde hij kunst vanuit de woning aan de Kaitzer Straße. Een deel van zijn kunstcollectie nam hij mee naar Dresden, andere delen werden ondergebracht in depots van de Hamburger Kunsthalle en de Staatliche Kunstsammlungen Dresden.

### Sonderauftrag Linz
Vanaf 1943 was Gurlitt betrokken bij Sonderauftrag Linz. Het doel van deze speciale operatie was het verzamelen van kunstwerken voor het geplande Führermuseum in Linz, Oostenrijk. Gurlitt werd door museumdirecteur en kunsthistoricus Hermann Voss, met wie hij goed bevriend was, aangewezen als een van de officiële kunsthandelaren.
Gurlitt werd Voss' belangrijkste agent in Frankrijk. Daarnaast bemiddelde Gurlitt ook bij de aankoop van werken die afkomstig waren uit Nederland en België. In Frankrijk bezocht hij veilingen waar kunstwerken werden verkocht die uit musea waren geroofd en kunst die van Joodse eigenaren was geconfisqueerd. Hij kocht werken van onder meer Picasso, Courbet, Corot, Fragonard, Prud'hon, Netscher, Van der Ast, Guardi, Oudry, Codde en Van Goyen.

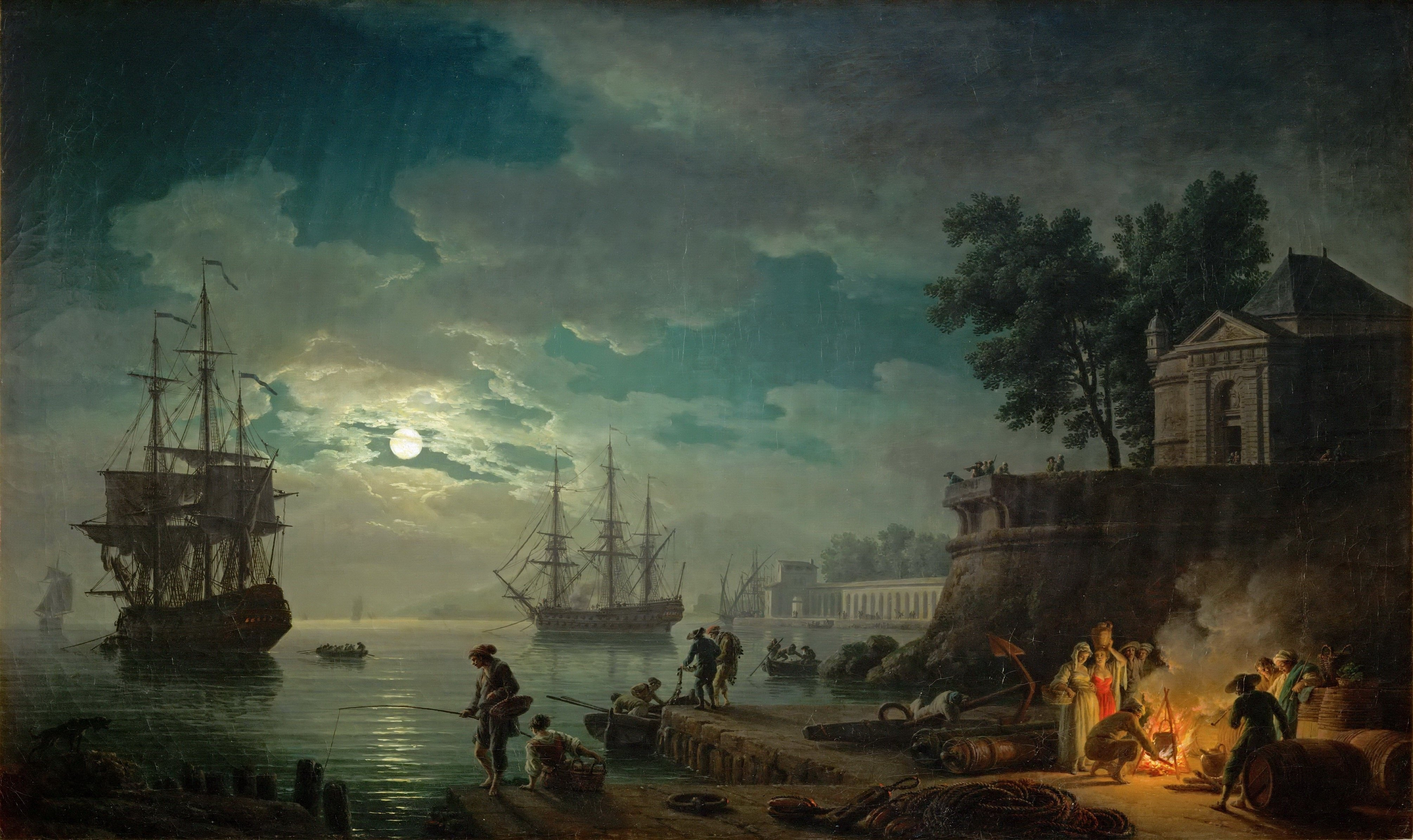
La nuit: un port de mer au clair de lune (1771) door Claude Joseph Vernet (1714-1789) was een van de werken die Gurlitt aankocht voor het Führermuseum.

Terwijl hij aankopen deed voor het Führermuseum, kocht hij ook kunst aan voor Duitse musea en particuliere verzamelaars voor wie hij al eerder actief was. Kunstwerken die niet geschikt bleken voor het Führermuseum, werden daarna eveneens aan de Duitse musea en verzamelaars aangeboden. De aankopen voor het Führermuseum werden bijgehouden door de Staatliche Kunstsammlungen Dresden. De eerste levering die Gurlitt deed was in september 1943. Hij bracht vier werken naar Dresden, waaronder een schilderij van Claude Joseph Vernet. De laatste levering van Gurlitt was een schilderij van de Vroeg-Italiaanse School, met een Madonna met een kind en engelen, dat hij in september 1944 afleverde. 
In een jaar tijd bracht Gurlitt ongeveer 179 werken naar Dresden, waaronder schilderijen, tapijten, tekeningen, miniaturen, portretten, beeldhouwwerken en wandtapijten. De totale waarde van de werken die hij kocht was meer dan 9,2 miljoen Reichsmark. Van dit bedrag ontving Gurlitt vijf procent aan commissie. Naar eigen zeggen verdiende Gurlitt in het jaar 1943 ongeveer 200.000 Reichsmark.

### Bombardement en vertrek

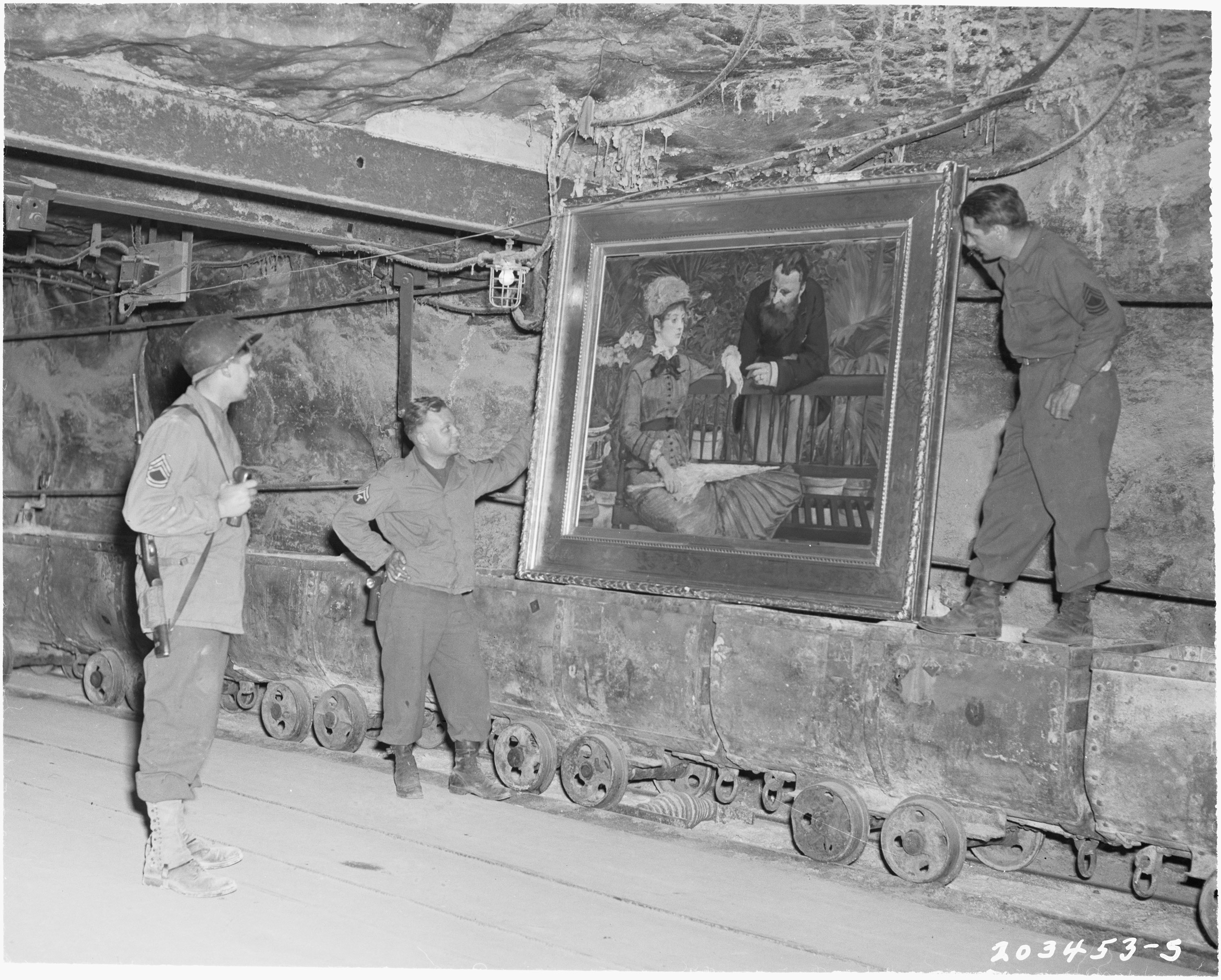
Tijdens de oorlog werden kunstwerken ondergebracht op plekken waar ze beschermd waren tegen bombardementen. Op 25 april 1945 werd het schilderij Dans la serre van Manet, afkomstig uit de Berlijnse Alte Nationalgalerie, door Amerikaanse militairen teruggevonden in een zoutmijn nabij de Duitse plaats Merkers.

In de nacht van 13 op 14 februari 1945 had Dresden te lijden onder een groot bombardement, waarbij ook het woonhuis van de familie Gurlitt werd getroffen. Hierop besloot Gurlitt met zijn gezin en moeder naar Possendorf, nabij Dresden, te vertrekken.
Hij kwam hier opnieuw in contact met Hermann Voss. De uit Dresden afkomstige Voss was tevens dakloos geworden door het bombardement. Hij was uitgeweken naar het nabijgelegen Weesenstein waar de kunstwerken van het Museum Wiesbaden waren ondergebracht. Samen bedachten ze waar ze deze werken, evenals die van de Gemäldegalerie Alte Meister uit Dresden, in veiligheid konden brengen. Een depot in de regio Mainfranken, in de deelstaat Beieren, werd door beiden als ideale plek geacht. Gurlitt stelde dat deze regio volgens informatie van de Engelse radio als veilig was aangemerkt.
Gurlitt vertrok vervolgens met zijn gezin in een geleende houtgestookte vrachtauto met aanhanger naar de regio en vestigde zich in Aschbach. Een deel van Gurlitts persoonlijke kunstcollectie werd in ongeveer 25 kratten mee naar het kasteel overgebracht. Andere delen van zijn collectie bevonden zich in Saksen of waren verborgen in de muren van een oude windmolen in de regio Franken. Naar eigen zeggen had Gurlitt de werken naar deze plekken overgebracht vanwege het gevaar dat Dresden opnieuw gebombardeerd zou worden. Na de oorlog verklaarde hij dat hij de kunstcollecties van het Museum Wiesbaden en de Gemäldegalerie Alte Meister tevens had willen veiligstellen, maar dat dit door het dreigende oorlogsgevaar niet mogelijk was.
In Aschbach nam het gezin hun intrek in een jachthuis dat hoorde bij Schloss Aschbach. Het kasteel was eigendom van Luftwaffe-officier Baron Karl von Pöllnitz, een kennis die Gurlitt enkele keren had ontmoet in Parijs.

## Naoorlogse jaren
Na de Tweede Wereldoorlog lag Aschbach in de Amerikaanse bezettingszone, en de kunstcollectie in het kasteel werd door leden van de Monuments, Fine Arts, and Archives (MFAA) groep, beter bekend als de Monuments Men, in beslag genomen. De werken werden tijdelijk ondergebracht in een verzamelpunt in Wiesbaden. Hier werd de collectie onderworpen aan een herkomstonderzoek om vast te stellen of er sprake was van roofkunst. De Monuments Men omschreven Gurlitt als 'een kunstverzamelaar uit Hamburg met connecties binnen nazi-kringen op hoog niveau. Hij handelde namens andere nazi-functionarissen en maakte veel reizen naar Frankrijk, vanwaar hij kunstverzamelingen mee naar huis nam. Er is reden om aan te nemen dat deze privékunstverzamelingen bestaan uit geroofde kunst uit andere landen'. Daarnaast noemden zij hem een 'kunsthandelaar voor de Führer'.
Gurlitt was intussen tot huisarrest veroordeeld. In een brief aan een vriend schreef hij: 'Nadat ik gedwongen was om van beroep te veranderen en vervolgens hardnekkig mijn zuurverdiende succes als handelaar behaalde, hoewel ik in wezen geen aanleg had als handelaar, en al die jaren in angst en vrees voor aanklachten, dwangarbeid en Mischlingsbataillone heb geleefd — echt, ik heb nu nauwelijks de kracht om te protesteren.' In een brief aan Rose Valland, die nauw betrokken was bij de repatriëring van gestolen kunst, omschreef hij zichzelf als 'een geharnaste vijand van het nazi-regime'.

### Verhoor door de Amerikanen
Van 8 tot en met 10 juni 1945 werd Gurlitt ondervraagd door luitenant Dwight McKay van het Amerikaanse Derde Leger. Tijdens de verhoren presenteerde Gurlitt zich als een slachtoffer van het naziregime. Als argumenten noemde hij zijn vroege toewijding aan de moderne kunst, evenals de persoonlijke gevolgen hiervan, zijn Joodse afkomst en zijn vriendschappen met kunstenaars die als ontaard werden beschouwd. Hij zei kunstwerken van joden te hebben gekocht om hen financieel te helpen zodat zij het land konden ontvluchten; de werken waren nooit onder dwang verkocht. Daarnaast ontkende hij in beslag genomen kunstwerken uit Frankrijk te hebben verhandeld.
Hij loog echter over de oorsprong van sommige werken. Het schilderij Das Atelier des Malers Grossmann van Jules Pascin was volgens Gurlitt in bezit geweest van zijn vader. In werkelijkheid was het afkomstig van de joodse professor Julius Ferdinand Wolff van wie hij het in 1936 voor 600 Reichsmark, ver onder de marktwaarde, had gekocht.
Hij maakte voor de Amerikanen een lijst van kunstwerken die hij in zijn bezit had en liet een aantal vrienden en oud-collega's karakterreferenties opstellen. De Hamburgse advocaat Walter Clemens stelde dat Gurlitt een tegenstander was geweest van het nazisme en dat zijn galerij 'een veilige haven voor vrije kunst' was geweest. Ook de naar Amsterdam uitgeweken kunstenaar Max Beckmann deed een goed woordje voor hem. Hij schreef dat Gurlitt 'de laatste persoon in nazi-Duitsland [was] die, met groot persoonlijk risico, mijn laatste tentoonstelling in Hamburg toonde.' Gurlitts argumenten werden geloofd en hij werd bij het denazificatieproces in 1948 door de Spruchkammer Bamberg-Land onschuldig verklaard.

### Teruggave kunstcollectie

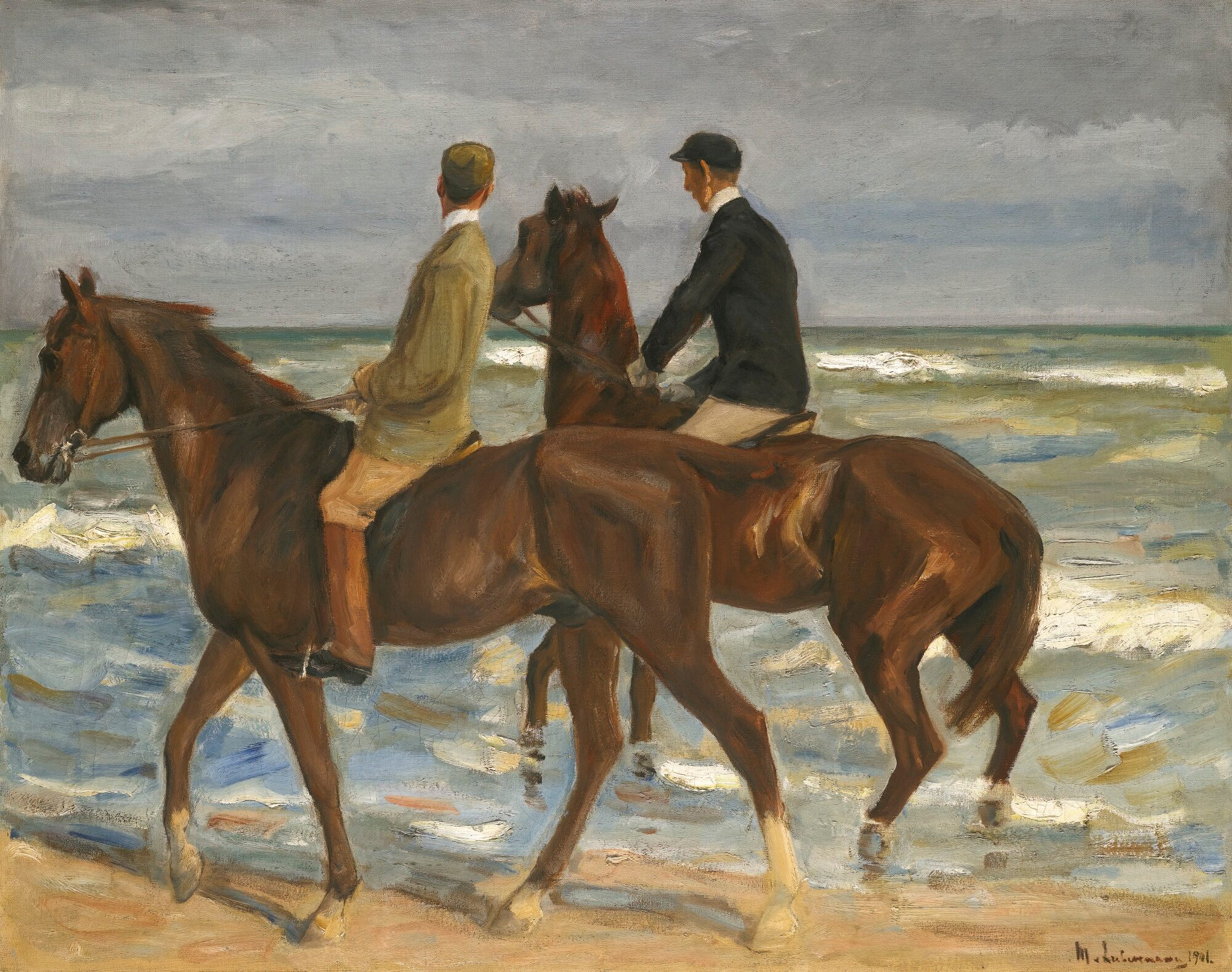
Het werk Zwei Reiter am Strand (1901) van Liebermann was een van de werken die Gurlitt na de Tweede Wereldoorlog terugkreeg. Het was oorspronkelijk in bezit van David Friedmann, een Joodse suikerraffinadeur uit Breslau. In 2015 kwam het in handen van de erfgenamen van Friedmann.

In 1950 deed Gurlitt een aanvraag om zijn kunstcollectie terug te krijgen. Hiervoor moest hij bewijzen overhandigen waaruit bleek dat de werken zijn eigendom waren. Hij stelde dat het grootste deel van de collectie reeds voor 1933 in zijn bezit was en dat de expressionistische werken rechtstreeks bij de kunstenaars waren aangekocht. Opnieuw stelde hij dat er in geen enkel geval sprake was van kunst afkomstig uit joodse collecties.
In december 1950 kreeg Gurlitt, op twee werken na, alle werken terug van de Property Division van de Office of the US High Commissioner for Germany, waardoor hij als eigenaar werd erkend. De collectie bestond uit 117 schilderijen, 19 tekeningen en 72 siervoorwerpen van onder meer Liebermann, Dix, Beckmann, Macke, Pechstein, Grosz, Degas, Chagall en Picasso. Zelf zag Gurlitt zich niet als de eigenaar van de collectie, maar hij beschouwde de werken als een 'soort leengoed dat ik moet beheren'. Werken uit zijn privécollectie die hij op andere plaatsen had verstopt, zoals in de oude molen, werden door Gurlitt hierna tevens teruggehaald.
Ondanks dat de Amerikanen hem als eigenaar hadden erkend, hield Gurlitt het grootste gedeelte van zijn collectie verborgen voor de buitenwereld. Verondersteld wordt dat hij dit deed uit vrees of vermoeden dat hij er wettelijk of moreel geen recht op had. Een andere mogelijkheid is dat Gurlitt wachtte tot de juridische verjaringstermijn was verstreken, zodat de erfgenamen geen aanspraak meer konden maken op de werken. Gezien de omstandigheden waarin de werken aan hem werden aangeboden, is er in sommige gevallen sprake geweest van verkoop onder dwang en kunnen de werken beschouwd worden als roofkunst.
Een deel van zijn collectie bracht hij wel in de openbaarheid. Hij leende een aantal keer werken uit voor tentoonstellingen, onder meer aan het Metropolitan Museum of Art in New York en het Kunstmuseum Luzern in Luzern. Daarnaast werden er enkele werken, van onder meer Campendonk, Macke, Degas en Picasso, in de loop der jaren via diverse Duitse veilinghuizen verkocht.

### Kunstverein für die Rheinlande und Westfalen
In zijn nieuwe woonplaats Düsseldorf was Gurlitt na de oorlog opnieuw actief geworden in de kunstwereld. Op 21 november 1947 werd hij aangenomen als directeur en voorzitter van de Kunstverein für die Rheinlande und Westfalen. De kunstvereniging speelde een belangrijke rol in het culturele leven van Düsseldorf. Samen met het Museum Kunstpalast waren zij tot 1967 de enige organisatoren van grote openbare tentoonstellingen van beeldende kunst in de stad.
Gurlitt zorgde voor een tentoonstellingsprogramma met werken van moderne kunstenaars, waaronder werken van kunstenaars die tijdens het naziregime als ontaard werden beschouwd, en klassieke Duitse en Europese kunst. Er werden exposities georganiseerd met werken van onder anderen Chagall, Rohlfs, Beckmann, Corinth, Signac, Picasso, Liebermann en Renoir. Zijn succesvolle en ambitieuze exposities zorgden voor nationale en internationale aandacht. In 1953 was hij lid van een erecommissie die een tentoonstelling van Duitse kunst in Zwitserland organiseerde. Hier werden ook twee werken uit zijn privécollectie getoond.
In 1954 organiseerde Gurlitt ter gelegenheid van het honderdvijftigjarig bestaan van de vereniging de tentoonstelling Meisterwerke aus São Paulo met werken uit het Museu de Arte. Bij de tentoonstelling was Bondspresident Theodor Heuss aanwezig en trok in totaal 130.000 bezoekers. De expositie Das Spätwerk von Renoir in 1956 was opnieuw een groot succes. Volgens de huiskroniek van de vereniging trok de tentoonstelling tienduizenden bezoekers.

## Overlijden

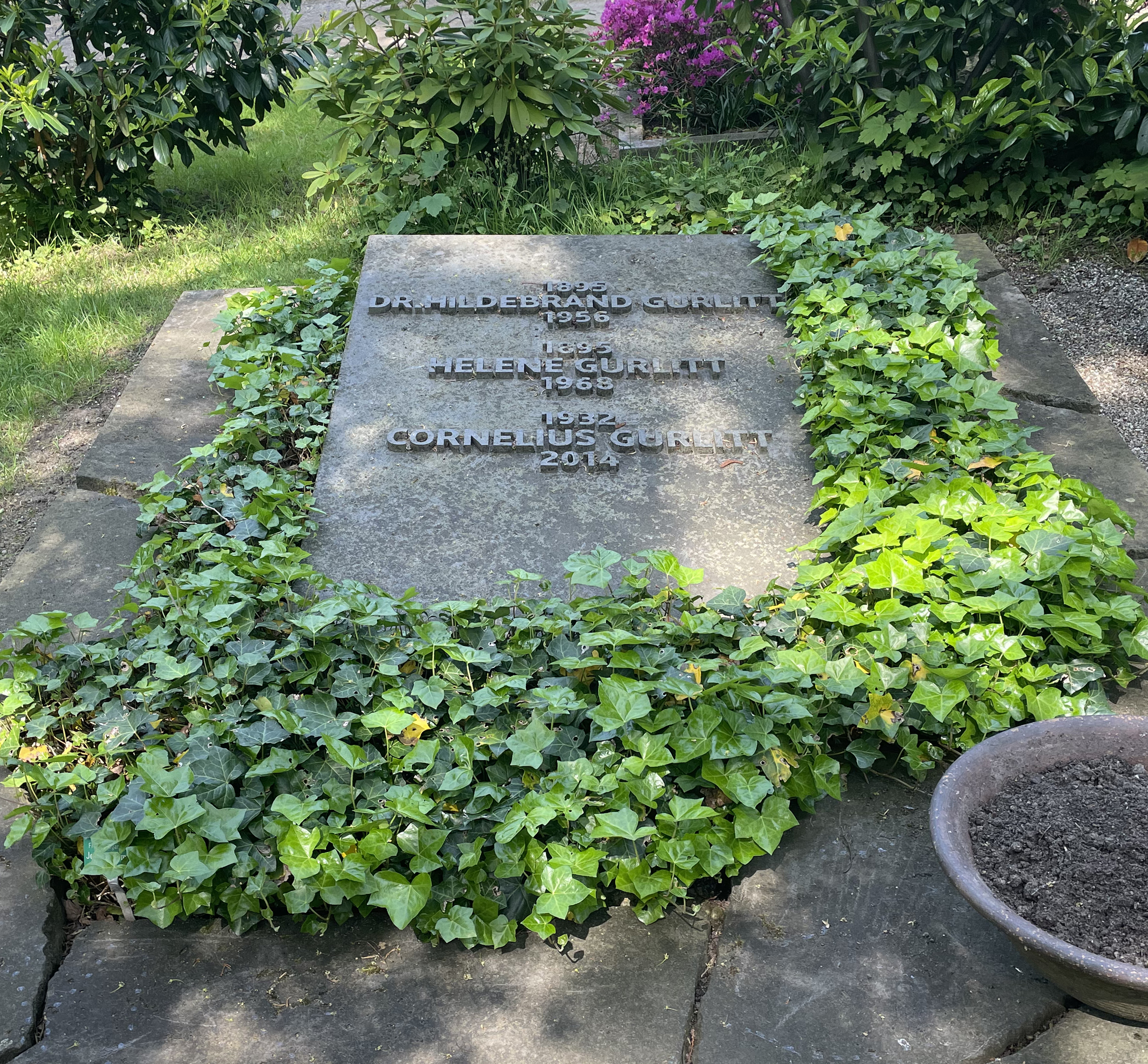
Graf van Hildebrand Gurlitt, Nordfriedhof Düsseldorf.

Eind oktober 1956 raakte Gurlitt betrokken bij een auto-ongeluk. Hij leed aan staar en had daardoor een verminderd zicht. Volgens een oud-collega van Gurlitt weerhield dit hem er niet van om 'vol enthousiasme met zijn snelle DKW te rijden'. Op de weg terug naar Düsseldorf vanuit Berlijn kwam hij met zijn auto onder een vrachtauto terecht. Gurlitt raakte in coma en kwam niet meer bij kennis. Hij overleed op 9 november 1956, op 61-jarige leeftijd.
Gurlitt werd begraven op het Nordfriedhof in Düsseldorf. Zijn kunstcollectie werd nagelaten aan zijn weduwe Helene.
In 1965, negen jaar na zijn dood, werd de Gurlittstraße in Düsseldorf naar hem vernoemd.

### Schwabinger Kunstfund
Na de dood van Helene in 1968 erfden hun kinderen Cornelius en Benita de kunstcollectie. Cornelius ontving het grootste deel van de collectie. In februari 2012 werden de kunstwerken herontdekt in zijn appartement in München. Twee jaar later werd een tweede grote ontdekking gedaan in zijn huis in Salzburg, Oostenrijk. De ontdekkingen kregen veel aandacht in de internationale pers.
Het ging in totaal om ongeveer 1600 werken van kunstenaars als Picasso, Chagall, Degas en Klee die afkomstig waren uit de erfenis van zijn vader. De waarde werd geschat op vijftig miljoen euro. De ontdekking leidde tot een grootschalig herkomstonderzoek om vast te stellen of er sprake was van roofkunst. Cornelius Gurlitt liet de collectie na zijn dood in mei 2014 na aan het Kunstmuseum Bern. Een jaar later begon het museum met een jarenlang restitutieproces van de illegaal verkregen werken, waarbij meerdere werken werden overgedragen aan de erfgenamen van de rechtmatige eigenaren.